# Петър І (остров)
Петър І (на руски: Петра І остров; на норвежки: Peter I Øy; на английски: Peter I Island) е остров в северозападната част на море Белингсхаузен, разположено в акваторията на Тихоокеанския сектор на Южния океан. Островът се намира на 450 km северно от Брега Ейтс на Земя Елсуърт, Западна Антарктида. Дължина 18,5 km, ширина 11 km, площ 156 km². Максимална височина връх Ларс Кристенсен 1640 m, разположен в централната му част. Островът е с вулканичен произход, изграден основно от базалти. 95% от него е покрита с леден щит.
Островът е открит на 21 януари 1821 г. от руската антарктическа експедиция, възглавявана от Фадей Белингсхаузен и Михаил Лазарев и е наименуван в чест на първия руски император Петър I. Първото пребиваване на острова става на 2 февруари 1929 г. от участниците в норвежката експедиция на кораба „Норвегия“, които обявяват острова за норвежко владение. Според подписаният през 1961 г. договор за Антарктика, всички територии южно от 60° ю.ш. не могат да бъдат владения на отделни държави, така че претенциите на Норвегия са несъвместими.